# Irina Dolgova
Irina Iourievna Dolgova (en russe : Ирина Юрьевна Долгова), née le 26 septembre 1995 à Bratsk, est une judokate russe en activité évoluant dans la catégorie des moins de 48 kg (poids super-légers). Elle compte quatre médailles européennes à son palmarès, dont la médaille d'or de l'édition 2018.

## Biographie
Irina Dolgova obtient sa première médaille continentale lors des Jeux européens de Bakou où elle termine à la troisième place après avoir perdu en demi-finale face à la future vainqueure, la Belge Charline Van Snick. Lors du tournoi des Jeux olympiques de Rio de Janeiro, elle est éliminée au deuxième tour face à la future championne olympique, l'Argentine Paula Pareto.
Lors des championnats d'Europe de Varsovie, elle est battue en finale par l'Ukrainienne Darya Bilodid. Elle remporte finalement son premier titre européen lors de l'édition suivante, en battant en finale la Hongroise Éva Csernoviczki.

## Palmarès

### Palmarès international
| Année | Compétition           | Lieu     | Résultat | Catégorie      |
| ----- | --------------------- | -------- | -------- | -------------- |
| 2015  | Jeux européens        | Bakou    | 3e       | Moins de 48 kg |
| 2017  | Championnats d'Europe | Varsovie | 2e       | Moins de 48 kg |
| 2018  | Championnats d'Europe | Tel Aviv | 1re      | Moins de 48 kg |
| 2019  | Jeux européens        | Minsk    | 2e       | Moins de 48 kg |

### Tournois Grand Chelem et Grand Prix
| Année | Compétition             | Lieu              | Résultat | Catégorie      |
| ----- | ----------------------- | ----------------- | -------- | -------------- |
| 2014  | Grand Prix Samsun       | Samsun            | 1re      | Moins de 48 kg |
| 2014  | Grand Prix de Tachkent  | Tachkent          | 3e       | Moins de 48 kg |
| 2015  | Grand Prix Zagreb       | Zagreb            | 3e       | Moins de 48 kg |
| 2015  | Masters mondial         | Rabat             | 3e       | Moins de 48 kg |
| 2015  | Grand Slam de Tioumen   | Tioumen           | 3e       | Moins de 48 kg |
| 2015  | Grand Prix de Tachkent  | Tachkent          | 3e       | Moins de 48 kg |
| 2015  | Grand Slam Abu Dhabi    | Abu Dhabi         | 1re      | Moins de 48 kg |
| 2017  | Grand Prix Hohhot       | Hohhot            | 2e       | Moins de 48 kg |
| 2017  | Grand Slam d'Abu Dhabi  | Abu Dhabi         | 1re      | Moins de 48 kg |
| 2017  | Masters mondial         | Saint-Pétersbourg | 2e       | Moins de 48 kg |
| 2018  | Grand Prix Agadir       | Agadir            | 1re      | Moins de 48 kg |
| 2018  | Tournoi de Zagreb       | Zagreb            | 2e       | Moins de 48 kg |
| 2018  | Masters mondial de judo | Guangzhou         | 3e       | Moins de 48 kg |